# Conus leobottonii
Espèce
Conus leobottonii est une espèce de mollusques gastéropodes marins de la famille des Conidae.
Comme toutes les espèces du genre Conus, ces escargots sont prédateurs et venimeux. Ils sont capables de « piquer » les humains et doivent donc être manipulés avec précaution, voire pas du tout.

## Description
La taille d'une coquille adulte varie entre 27 mm et 53 mm.

## Distribution
Cette espèce se trouve dans l'océan Pacifique au large des Philippines.

## Taxinomie

### Publication originale
L'espèce Conus leobottonii a été décrite pour la première fois en 2006 par le malacologiste allemand Felix Lorenz (d) dans « Club Conchylia Informationen »,.

### Synonymes
- Conus (Pionoconus) leobottonii Lorenz, 2006 · appellation alternative
- Pionoconus leobottonii (Lorenz, 2006) · non accepté